# 오놋푸나이신호장
오놋푸나이신호장(일본어: 雄信内信号場)은 일본 홋카이도 데시오 군 호로노베정에 위치한 홋카이도 여객철도 소야 본선의 신호장이다. 역 번호는 W68이며, 상대식 승강장 2면 2선 구조를 갖춘 지상역이다.

## 이용 현황
- 1981년 - 44명
- 1992년 - 16명

## 역 주변
- 데시오강

## 역사
- 1925년 7월 20일 : 국유 철도 데시오미나미 선 도이칸베쓰 역 - 호로노베 역간 연신개통에 수반해 개업. 일반역.
- 1926년 9월 25일 : 데시오미나미 선과 데시오키타 선을 통합해 선로명을 데시오 선으로 개칭, 그것에 수반해 이 선의 역으로 된다.
- 1930년 4월 1일 : 데시오 선을 소야 본선에 편입해, 그것에 수반해 이 선의 역이 된다.
- 1982년 3월 29일 : 화물 취급 폐지.
- 1984년
  - 2월 1일 : 소화물 취급 폐지.
  - 11월 10일 : 출찰 · 개찰 업무를 정지해 여객 업무에 대해서 무인화.
- 1986년 11월 1일 : 전자 폐색화에 수반해 완전 무인화.
- 1987년 4월 1일 : 일본국유철도 분할 민영화에 의해, 홋카이도 여객철도에 승계.
- 2025년 3월 15일 : 폐지

## 인접 역
| 소야 본선                  | 소야 본선   | 소야 본선                        |
| -------------------------- | ----------- | -------------------------------- |
| W67 누카난 아사히카와 방면 | ■ 소야 본선 | 미나미호로노베 W70 왓카나이 방면 |